# Kertawangi
Kertawangi is een bestuurslaag in het regentschap West-Bandung van de provincie West-Java, Indonesië. Kertawangi telt 11.668 inwoners (volkstelling 2010).